# Willy In 't Ven
Willy In 't Ven (Turnhout, 1 de marzo de 1943). Fue un ciclista belga, profesional entre 1966 y 1978, cuyo mayor éxito deportivo lo logró en la Vuelta a España donde logró 1 victoria de etapa en la edición de 1970.

## Palmarés
| 1964 - 1 etapa en el Tour de Namur 1967 - Deux Jours de Bertrix - Omloop van Midden-België - Subcampeón de Bélgica de ciclismo en ruta 1968 - Gran Premio de Isbergues | 1969 - Flecha Brabançona - Circuito de L'Escaut - 1 etapa en los Cuatro días de Dunkerque 1970 - 1 etapa en la Vuelta a España 1973 - E3 Harelbeke |

## Resultados en Grandes Vueltas y Campeonato del Mundo
| Carrera         | 1966 | 1967 | 1968 | 1969       | 1970 | 1971 | 1972 | 1973 | 1974 | 1975 | 1976 | 1977      |
| --------------- | ---- | ---- | ---- | ---------- | ---- | ---- | ---- | ---- | ---- | ---- | ---- | --------- |
| Giro de Italia  | -    | -    | -    | -          | -    | -    | -    | -    | -    | -    | -    | 89.º      |
| Tour de Francia | 74.º | 51.º | 57.º | ̈Ab. (16.ª) | 89.º | -    | 51.º | -    | -    | -    | -    | FC (17.ª) |
| Vuelta a España | -    | -    | -    | -          | 5.º  | -    | -    | 41.º | 31.º | 37.º | -    | -         |